# Processo ai dottori

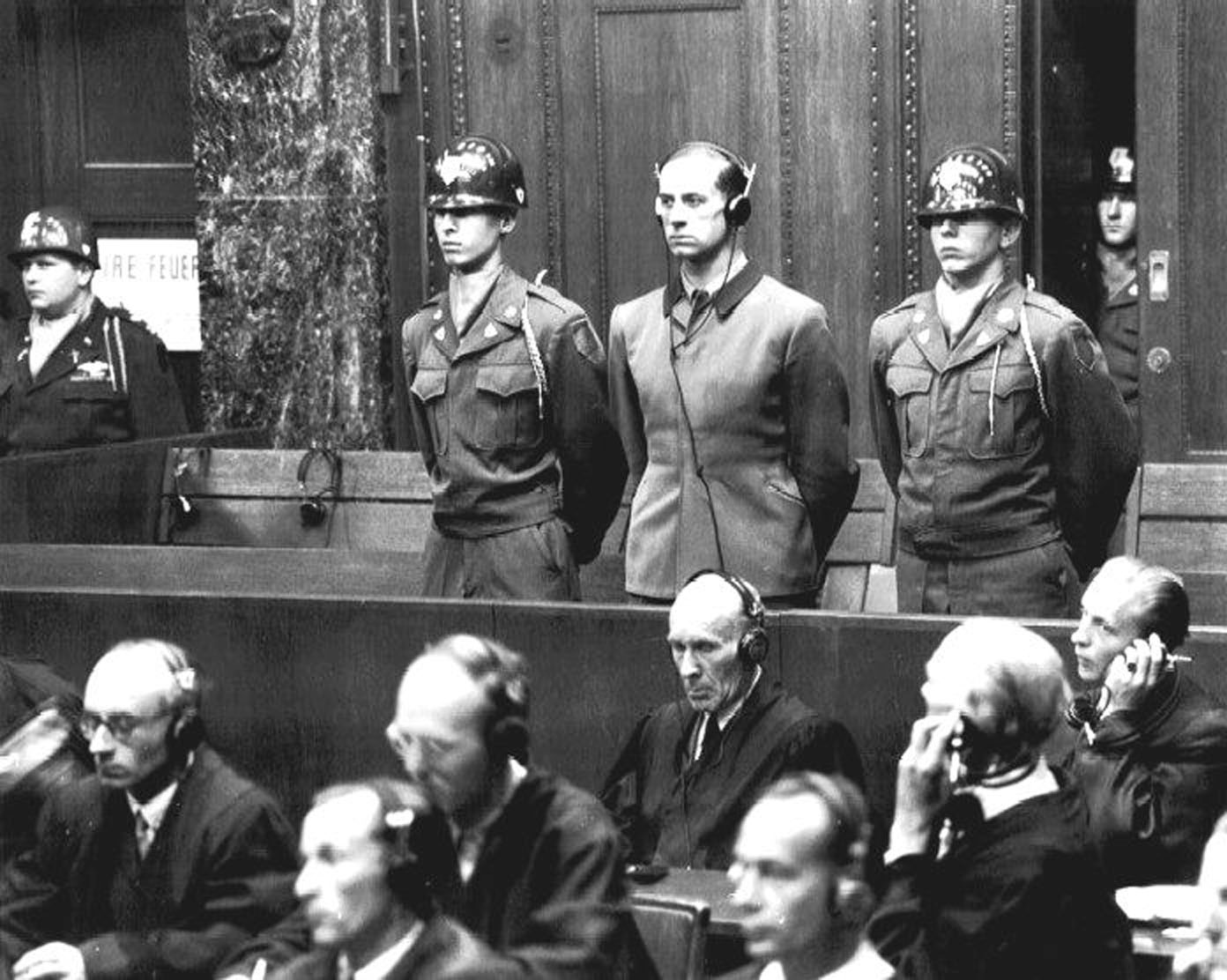
Karl Brandt di fronte alla corte.

Il Processo ai dottori (ufficialmente United States of America v. Karl Brandt, et al.) fu il primo dei dodici "processi secondari di Norimberga" che le autorità militari statunitensi indissero a Norimberga, Germania, dopo la seconda guerra mondiale contro i sopravvissuti appartenenti a organizzazioni militari, politiche ed economiche della Germania nazional-socialista.
I dodici processi vennero celebrati esclusivamente da corti militari statunitensi e non davanti all'International Military Tribunal (IMT), che aveva promosso il principale processo di Norimberga contro i vertici della Germania nazionalsocialista, anche se ebbero luogo presso lo stesso palazzo di Giustizia di Norimberga.
La corte militare del Control Council Law n.10 processò ventitré persone, tra dottori e amministratori, accusati di avere preso parte a crimini di guerra e crimini contro l'umanità partecipando a esperimenti nazisti su esseri umani in nome della scienza.
Le accuse rilevarono che nella Germania nazionalsocialista i medici tedeschi pianificarono e attuarono il programma di eutanasia Aktion T4, ossia l'uccisione sistematica di persone ritenute "indegne alla vita" (ritardati mentali, internati e disabili) e che durante la seconda guerra mondiale gli stessi medici condussero esperimenti pseudo-scientifici nei campi di concentramento sui prigionieri senza il loro consenso. Ebrei, polacchi, russi e Rom furono i "prescelti"; la maggior parte morì o rimase permanentemente menomata.
Le imputazioni furono elencate il 25 ottobre 1946 e il processo incominciò il 9 dicembre 1946, e si chiuse il 20 agosto 1947.
Furono ascoltati 85 testimoni ed esaminati 1471 documenti.
(Avvocato Telford Taylor)
I giudici in questo processo davanti al Tribunale Militare I, erano:
- Walter B. Beals (presidente), Washington
- Harold L. Sebring, Florida
- Johnson T. Crawford, Oklahoma
- Victor C. Swearingen, già assistente dell'alto funzionario degli Stati Uniti, come giudice sostituto
- Telford Taylor, capo del consiglio d'accusa
- James M. McHaney, responsabile dell'accusa

Dei ventitré imputati, venti erano medici (Brack, Rudolf Brandt e Sievers erano ufficiali nazisti); tutti gli imputati si dichiararono non colpevoli; sette furono assolti, sette ricevettero condanna a morte; i rimanenti furono condannati al carcere con diversi gradi di imputazione.

## Le imputazioni

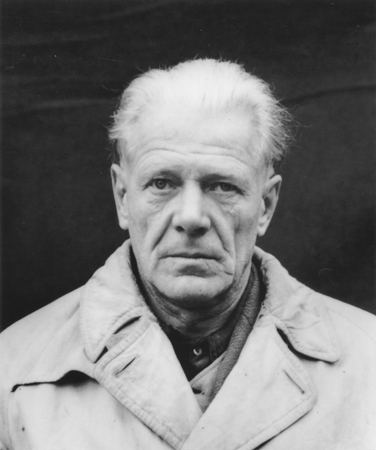
Il dottor Georg Weltz, assolto.

### Capo d'accusa 1
Cospirazione a commettere crimini di guerra e crimini verso l'umanità come descritto nei capi d'accusa 2 e 3.
Gli imputati da settembre 1939 ad aprile 1945 presero parte a un disegno comune e cospirarono, accettando insieme e con altri, di commettere crimini di guerra e contro l'umanità; tutti gli imputati insieme o con altri parteciparono come leader, organizzatori, investigatori e complici nella formulazione e nelle esecuzioni dei crimini.

### Capo d'accusa 2
Crimini di guerra
Gli imputati, da settembre 1939 ad aprile 1945, illegalmente, volontariamente e intenzionalmente, commisero crimini di guerra come definito dall'Art. II del Control Council Law n. 10, precisamente esperimenti medici senza il consenso del paziente, su prigionieri di guerra e civili nelle zone occupate, e partecipazione allo sterminio di massa nei campi di concentramento.
Esperimenti sulla ipossia da altitudine
Da marzo ad agosto 1942 gli esperimenti condotti a Dachau, a beneficio della Luftwaffe, erano fatti sulla resistenza umana a elevate altitudini. In una camera a bassa pressione venivano ricreate le condizioni atmosferiche di altitudini molto elevate (circa 10 000 m s.l.m.) in cui venivano rinchiusi dei prigionieri.
Karl Brandt, Handloser, Schroeder, Gebhardt, Rudolf Brandt, Mrugowsky, Poppendick, Sievers, Ruff, Romberg, Becker-Freyseng e Weltz furono incriminati con specifiche responsabilità per la partecipazione in questi crimini.
Esperimenti sul freddo
Da agosto 1942 a maggio 1943 condussero al campo di Dachau, a beneficio della Luftwaffe, esperimenti sugli effetti del freddo e sull'assideramento dell'uomo. In una serie di esperimenti i soggetti furono forzati a rimanere in una vasca di acqua ghiacciata per più di tre ore. In altri furono costretti nudi a rimanere all'aperto a temperature sottozero.
Karl Brandt, Handloser, Schroeder, Gebhardt, Rudolf Brandt, Mrugowsky, Poppendick, Sievers, Becker-Freyseng e Weltz furono incriminati con specifiche responsabilità per la partecipazione in questi crimini.
Esperimenti sulla malaria
Da febbraio all'aprile 1942 esperimenti furono condotti al campo di Dachau per la ricerca sul vaccino della malaria. Prigionieri sani del campo furono infettati dalle zanzare o da iniezioni di estratti delle mucose delle zanzare. Dopo aver contratto la malaria furono trattati con vari farmaci per vederne la relativa efficacia. Oltre 1 000 prigionieri furono utilizzati in questi esperimenti.
Karl Brandt, Handloser, Rostock, Gebhardt, Blome, Rudolf Brandt, Mrugowsky, Poppendick e Sievers furono incriminati con specifiche responsabilità per la partecipazione in questi crimini.
Esperimenti sul gas
Da settembre 1939 ad aprile 1945, diversi esperimenti sul gas furono condotti nei campi di Sachsenhausen, Natzweiler e altri campi delle Forze tedesche, nello specifico sul lost, gas velenoso e conosciuto anche come "Mustard gas". Ferite volutamente inflitte furono infettate con il gas.
Karl Brandt, Handloser, Blome, Rostock, Gebhardt, Rudolf Brandt e Sievers furono incriminati con specifiche responsabilità per la partecipazione in questi crimini.
Esperimenti con sulfamidici
Dal luglio 1942 a settembre 1943 esperimenti sull'efficacia dei sulfamidici furono condotti al campo di Ravensbruck a beneficio delle Forze armate. Furono deliberatamente inflitte ferite e poi infettate con batteri come Streptococcus e Clostridium tetani.
Karl Brandt, Handloser, Rostock, Schroeder, Genzken, Gebhardt, Blome, Rudolf Brandt, Mrugowsky, Poppendick, Becker-Freyseng, Oberheuser e Fischer furono incriminati con specifiche responsabilità per la partecipazione in questi crimini.
Rigenerazione di ossa, muscoli e nervi e trapianto di ossa
Da settembre 1942 a dicembre 1943 furono condotti esperimenti al campo di Ravensbruck a beneficio delle Forze armate. Sezioni di ossa, muscoli e nervi furono rimossi dai soggetti. Le vittime soffrirono intense agonie, mutilazioni e inabilità permanente.
Karl Brandt, Handloser, Rostock, Gebhardt, Rudolf Brandt, Oberheuser, e Fischer furono incriminati con specifiche responsabilità per la partecipazione in questi crimini.
Esperimenti sull'acqua di mare
Da luglio 1944 a settembre 1944 furono condotti al campo di concentramento di Dachau a beneficio della Luftwaffe e della Marina militare tedesca, diversi studi sui metodi di assimilazione dell'acqua di mare. I soggetti venivano privati di qualsiasi cibo e nutriti solo con acqua di mare chimicamente modificata.
Karl Brandt, Handloser, Rostock, Schroeder, Gebhardt, Rudolf Brandt, Mrugowsky, Poppendick, Sievers, Becker-Freyseng, Schaefer e Beiglboeck furono incriminati con specifiche responsabilità per la partecipazione in questi crimini.
Esperimenti epidemici sull'epatite virale (itterizia)
Da giugno 1943 a gennaio 1945 ai campi di Sachsenhausen e Natzweiler furono effettuati esperimenti a beneficio delle forze armate, alla ricerca delle cause e vaccini sull'epidemia itterica. I soggetti venivano deliberatamente infettati dal virus dell'epatite A, provocandone la morte o gravi danni fisici. Karl Brandt, Handloser, Rostock, Schroeder, Gebhardt, Rudolf Brandt, Mrugowsky, Poppendick, Sievers, Becker-Freyseng, Schaefer e Beiglboeck furono incriminati con specifiche responsabilità per la partecipazione in questi crimini.
Esperimenti di sterilizzazione
Da marzo 1941 a gennaio 1945 esperimenti di sterilizzazione furono condotti nei campi di Auschwitz e Ravensbruck. Il fine di questi esperimenti era sviluppare un metodo che risultasse appropriato alla sterilizzazione di milioni di persone in poco tempo e con minimo sforzo. Furono utilizzati i raggi X, operazioni chirurgiche e svariate droghe, provocando la sterilizzazione e molteplici menomazioni fisiche e mentali, se non la morte.
Karl Brandt, Gebhardt, Rudolf Brandt, Mrugowsky, Poppendick, Brack, Pokorny e Oberheuser furono incriminati con specifiche responsabilità per la partecipazione in questi crimini.
Esperimenti sul tifo petecchiale
Da dicembre 1941 a febbraio 1945 furono condotti esperimenti nei campi di Buchenwald e Natzweiler a beneficio delle forze armate, sull'efficacia di vaccini contro il tifo petecchiale. A Buchenwald numerosi prigionieri furono deliberatamente infettati con il batterio per valutarne la sopravvivenza; più del 90% morirono. Ad altri detenuti furono iniettati svariati vaccini e sostanze chimiche per valutarne l'efficacia: il 75% fu vaccinato o alimentato con sostanze chimiche e dopo un periodo di 3-4 settimane, infettati dal batterio di tifo petecchiale. L'altro 25% fu infettato senza prevederne una vaccinazione per vedere i risultati. Furono condotti esperimenti sulla febbre gialla, vaiolo, tifo e paratifo A e B, colera, difterite.
Karl Brandt, Handloser, Rostock, Schroeder, Genzken, Gebhardt, Rudolf Brandt, Mrugowsky, Poppendick, Sievers, Rose, Becker-Freyseng e Hoven furono incriminati con specifiche responsabilità per la partecipazione in questi crimini.
Esperimenti su sostanze velenose
Da dicembre 1943 a ottobre 1944 al campo di Buchenwald furono condotti esperimenti sugli effetti di diversi veleni sull'essere umano. Il veleno veniva segretamente somministrato ai prigionieri nel loro cibo; chi non moriva per avvelenamento, veniva ucciso per poterne effettuare l'autopsia.
Genzken, Gebhardt, Mrugowsky e Poppendick furono incriminati con specifiche responsabilità per la partecipazione in questi crimini.
Esperimenti su ustioni
Da novembre 1943 a gennaio 1944 furono condotti esperimenti a Buchenwald per testare gli effetti di diverse preparazioni farmaceutiche su bruciature da fosforo. Queste ferite erano inflitte sperimentalmente con il fosforo bianco (utilizzato già nella preparazione di bombe incendiarie) provocando dolore e menomazioni fisiche. Genzken, Gebhardt, Mrugowsky e Poppendick furono incriminati con specifiche responsabilità per la partecipazione in questi crimini.
Studi anatomici su cadaveri
Da giugno 1943 a settembre 1944 Rudolf Brandt e Sievers volontariamente, deliberatamente e illegalmente si resero partecipi di crimini di guerra provocando la morte di civili e appartenenti alle forze armate loro nemiche durante la guerra contro la Germania e mentre erano in loro prigionia. Centododici ebrei furono selezionati per gli esperimenti all'Università di Strasburgo. Furono misurati e fotografati, poi furono uccisi. Successivamente furono fatti test comparando le misure anatomiche, razza, caratteristiche patologiche, forma e taglia del cervello.
Tubercolosi
Da maggio 1942 a gennaio 1944 Blome e Rudolf Brandt volontariamente, deliberatamente e illegalmente si resero partecipi di crimini di guerra provocando la morte di civili e appartenenti alle forze armate loro nemiche durante la guerra contro la Germania e mentre erano in loro prigionia. Infettarono 10 000 persone di nazionalità polacca con il batterio della tubercolosi senza poi provvedere a un'adeguata assistenza medica.
Aktion T4
Da settembre 1939 ad aprile 1945 Karl Brandt, Blome, Brack e Hoven, volontariamente, deliberatamente e illegalmente si resero partecipi di crimini di guerra partecipando e consentendo l'attuazione del cosiddetto programma "eutanasia" per lo sterminio di migliaia di persone ritenute insane, incurabili, deformi e mentalmente ritardate, utilizzando gas, iniezioni letali o altre soluzioni.
Gli anzidetti crimini di guerra costituiscono violazione alle convenzioni internazionali, in particolare agli artt. 4, 5, 6, 7, e 46 della Corte penale internazionale dell'Aia del 1907, e agli artt. 2, 3, e 4 delle convenzioni sui prigionieri di guerra di Ginevra del 1929.

### Capo d'accusa 3
Crimini contro l'umanità
Da settembre 1939 ad aprile 1945 tutti gli imputati volontariamente, deliberatamente e illegalmente parteciparono, consentirono e collaborarono ai piani e agli esperimenti senza il consenso dei soggetti, civili tedeschi e di altre nazionalità, dando morte e commettendo brutalità, crudeltà, torture, atrocità e atti inumani in riferimento al capo d'accusa 2.

### Capo d'accusa 4
Membro di un'organizzazione criminale
Karl Brandt, Genzken, Gebhardt, Rudolf Brandt, Mrugowsky, Poppendick, Sievers, Brack, Hoven e Fischer sono colpevoli di essere membri dell'organizzazione dichiarata criminale dal Tribunale Internazionale Militare, la Schutzstaffeln der nationalsozialistichen deutschen Arbeiterpartei, conosciuta come SS.
Le SS furono dichiarate organizzazione criminale dal Tribunale Internazionale Militare.

## Gli imputati
| Nome                          | Ruolo | Imputazione | Imputazione | Imputazione | Imputazione | Sentenza                                     |
| Nome                          | Ruolo | 1           | 2           | 3           | 4           | Sentenza                                     |
| ----------------------------- | --- | ----------- | ----------- | ----------- | ----------- | -------------------------------------------- |
| Viktor Brack                  | Oberführer (colonnello) nelle SS e Sturmbannführer (maggiore) nelle Waffen SS; capo amministrativo della Cancelleria del Führer nel NSDAP                                                                                                | I           | C           | C           | C           | Impiccagione                                 |
| Dott. Karl Brandt             | Gruppenführer Comandante di divisione SS e Tenente generale delle Waffen-SS, commissario del Reich per la Sanità, medico accompagnatore personale di Adolf Hitler; membro del "Consiglio delle Ricerche del Reich" (Reichsforschungsrat) | I           | C           | C           | C           | Impiccagione                                 |
| Rudolf Brandt                 | Standartenführer (colonnello) nelle SS; Funzionario personale amministrativo del "Reichsführer SS" Himmler, Consigliere ministeriale e a capo dell'ufficio ministeriale del Ministero degli interni del Reich                            | I           | C           | C           | C           | Impiccagione                                 |
| Dott. Karl Gebhardt           | Gruppenführer (.. SS) e Generalleutnant (general maggiore nelle Waffen SS); medico personale di Himmler; Capo chirurgo dello Staff dei medici del Reich e della Polizia; Presidente della Croce Rossa Tedesca                            | I           | C           | C           | C           | Impiccagione                                 |
| Dott. Waldemar Hoven          | Hauptsturmführer - Capitano delle Waffen SS e Responsabile medico nel campo di concentramento di Buchenwald | I           | C           | C           | C           | Impiccagione                                 |
| Dott. Joachim Mrugowski       | Oberführer - colonnello brigadiere e responsabile dell'istituto d'Igiene delle Waffen-SS e della sezione medica del Reich (Oberster Hygieniker, Reichsarzt SS und Polizei)                                                               | I           | C           | C           | C           | Impiccagione                                 |
| Wolfram Sievers               | Standartenführer (colonnello) delle SS; Segretario generale della "Ahnenerbe" e direttore dell'istituto per le ricerche militari | I           | C           | C           | C           | Impiccagione                                 |
| Dott. Karl Genzken            | Gruppenführer comandante di Divisione delle SS e Generalleutnant (maggiore) nelle Waffen SS; Responsabile del dipartimento medico delle Waffen SS                                                                                        | I           | C           | C           | C           | Carcere a vita; pena commutata a 20 anni     |
| Dott. Siegfried Handloser     | Generaloberstabsarzt (Comandante capo) e ispettore del servizio medico delle Forze Armate; Responsabile della Sanità delle Forze Armate (Chef des Wehrmachtsanitätswesens)                                                               | I           | C           | C           | -           | Carcere a vita; pena commutata a 20 anni     |
| Dott. Fritz Fischer           | "Sturmbannführer" (maggiore) delle Waffen SS e assistente medico di Gebhardt alla clinica di Hohenlychen | I           | C           | C           | C           | Carcere a vita; pena commutata a 15 anni     |
| Dott. Gerhard Rose            | Generalarzt Brigadiere generale del servizio medico Luftwaffe; vicepresidente e insegnante al Robert Koch Institute della medicina tropicale                                                                                             | I           | C           | C           | -           | Carcere a vita; pena commutata a 15 anni     |
| Dott. Oskar Schröder          | Generaloberstabsarzt (Comandante generale del servizio medico); Responsabile dell'Ispettorato alla Sanità alla Luftwaffe | I           | C           | C           | -           | Carcere a vita; pena commutata a 15 anni     |
| Dott. Hermann Becker-Freyseng | Stabsarzt Capitano del servizio medico della Luftwaffe | I           | C           | C           | -           | 20 anni di carcere; pena commutata a 10 anni |
| Dott. Herta Oberheuser        | Medico al campo di concentramento di Ravensbrück e assistente medico di Gebhardt alla clinica di Hohenlychen | I           | C           | C           | -           | 20 anni di carcere; pena commutata a 10 anni |
| Dott. Wilhelm Beiglböck       | Medico consulente della Luftwaffe | I           | C           | C           | -           | 15 anni di carcere; pena commutata a 10 anni |
| Dott. Helmut Poppendick       | Obersturmführer (comandante superiore) delle SS e Responsabile dello Staff personale dei medici SS e della polizia. | I           | I           | I           | C           | 10 anni di carcere                           |
| Dott. Kurt Blome              | Vice segretario di Stato alla Sanità presso il Ministero degli Interni (Reichsgesundheitsführer) | I           | I           | I           | -           | Assolto                                      |
| Dott. Adolf Pokorny           | Medico specialista in malattie della pelle e veneree | I           | I           | I           | -           | Assolto                                      |
| Dott. Hans Wolfgang Romberg   | Dottore dello Staff del Dipartimento medico dell'aviazione e dell'istituto tedesco di esperimenti per l'aviazione. | I           | I           | I           | -           | Assolto                                      |
| Dott. Paul Rostock            | Direttore di chirurgia della clinica ortopedica dell'università di Berlino; consulente chirurgico militare e capo dell'ufficio medico scientifico e ricerca                                                                              | I           | I           | I           | -           | Assolto                                      |
| Dott. Siegfried Ruff          | Direttore del dipartimento medico dell'aviazione dell'istituto tedesco di esperimenti per l'aviazione | I           | I           | I           | -           | Assolto                                      |
| Dott. Konrad Schäfer          | Dottore dello Staff dell'Istituto medico di aviazione a Berlino | I           | I           | I           | -           | Assolto                                      |
| Dott. Georg August Weltz      | Oberfeldarzt Luogotenente colonnello del servizio medico della Luftwaffe e responsabile dell'istituto per la medicina aeronautica a Monaco                                                                                               | I           | I           | I           | -           | Assolto                                      |

I — Imputato C — Colpevole
Le sentenze di impiccagione furono eseguite nella prigione di Landsberg am Lech, Baviera il 2 giugno 1948.
Le pene furono commutate in sede d'appello il 31 gennaio 1951 dal giurista John Jay McCloy preposto al controllo militare della zona U.S. in Germania.
La differenza tra il ricevere una sentenza di carcere a vita o di morte fu decretata dall'appartenenza a "un'organizzazione dichiarata criminale da una sentenza del Tribunale Internazionale militare", le SS.